# Fundamental (Bonnie Raitt)
Fundamental is het dertiende studioalbum van Bonnie Raitt, dat uitkwam in 1998.

## Tracklist
1. "The Fundamental Things" (Batteau, Cody, Klein) – 3:45
2. "Cure for Love" (Hidalgo, Perez) – 4:11
3. "Round & Round" (Dixon, Lenoir) – 3:16
4. "Spit of Love" (Raitt) – 4:44
5. "Lover's Will" (Hiatt) – 4:30
6. "Blue for No Reason" (Brady, Raitt) – 4:13
7. "Meet Me Half Way" (Chapman, Raitt, Roboff) – 4:16
8. "I'm on Your Side" (Raitt) – 3:44
9. "Fearless Love" (O'Brian) – 4:06
10. "I Need Love" (Spampinato) – 2:41
11. "One Belief Away" (Brady, O'Brian, Raitt) – 4:37

## Muzikanten
- Bonnie Raitt - steelstringgitaar, keyboard, zang, slidegitaar
- Terry Adams - keyboard, achtergrondzang
- Rick Braun - trompet
- Tony Braunagel - tamboerijn
- Steve Donnelly - gitaar, achtergrondzang
- Terrence Forsythe - achtergrondzang
- Mitchell Froom - accordeon, keyboard, Moog Taurus
- Renée Geyer - achtergrondzang
- Marty Grebb - baritonsax, tenorsax
- David Hidalgo - basgitaar, gitaar, achtergrondzang
- James "Hutch" Hutchinson - basgitaar
- Nick Lane - trombone, eufonium
- Darrell Leonard - trompet
- Dillon O'Brian - achtergrondzang
- Jimmy Roberts - saxofoon
- Mark Shark - achtergrondzang
- Joey Spampinato - basgitaar, achtergrondzang
- Joe Sublett - tenorsax
- Pete Thomas - percussie, drums
- Scott Thurston - keyboard
- Jeff Young - achtergrondzang

## Hitlijsten

### Album
| Jaar | Lijst         | Positie |
| ---- | ------------- | ------- |
| 1998 | Billboard 200 | 17      |

### Singles
| Jaar | Single            | Lijst              | Positie |
| ---- | ----------------- | ------------------ | ------- |
| 1998 | "One Belief Away" | Adult Contemporary | 15      |
| 1999 | "Lover's Will"    | Adult Contemporary | 23      |